# جيم فرازير
جيم فرازير (بالإنجليزية: Jim Fraser)‏ هو صحفي وموظف مدني وسياسي أسترالي، ولد في 8 فبراير 1908 في أستراليا، وتوفي في 1 أبريل 1970 في كانبرا في أستراليا بسبب سرطان. حزبياً، نشط في حزب العمال الأسترالي. وقد انتخب عضو مجلس النواب الأسترالي عن دائرة Division of Australian Capital Territory ‏ (28 أبريل 1951 – 1 أبريل 1970).